# Stilpon nubilus
Stilpon nubilus är en tvåvingeart som beskrevs av Collin 1926. Stilpon nubilus ingår i släktet Stilpon och familjen puckeldansflugor. Arten är reproducerande i Sverige. Inga underarter finns listade i Catalogue of Life.